# The Gates of Morning
The Gates of Morning è un romanzo scritto da Henry De Vere Stacpoole nel 1925 ed è il terzo ed ultimo capitolo di una trilogia iniziata nel 1908 con La laguna azzurra e proseguita con The Garden of God (1923).

## Trama
Ambientato pochi giorni dopo la conclusione del precedente The Garden of God narra delle avventure di Dick Lestrange, il figlio di Richard ed Emmeline Lestrange, che da ragazzo conosce una ragazza spagnola, Katafa che lo fa diventare, sposandosi, re dell'isola di Karolin.
Il luogo è in guerra per la conquista della Palm Tree che minacciano Karolin, il ragazzo cerca di ricostruire un esercito, canoe comprese, rivolgendosi agli anziani, fra cui Aioma che non lo riconosce come re, mentre sua nipote Le Moan, dotata di un eccezionale senso di orientamento si innamora di Dick.
Al gruppo si aggiunge il capitano e l'assistente Sru e scoprono che le lagune di Karolin siano ricche di perle. Dovranno vedersela contro Rantan e Carlin, che verrà ucciso da Le Moan, Rantan combatterà con la ragazza e con Kanoa, marinaio innamorato della ragazza.
Lungo il tragitto del ritorno, incontrano una nave abbandonata e per colpa di Le Moan il morbillo che aveva contagiato l'equipaggio si diffonde a Karolin, uccidendo molte persone, lo stesso Dick si è ammalato. La donna credendosi responsabile decide di sacrificarsi alle divinità.
Henry De Vere Stacpoole ricorda alla fine che l'isola non è presente sulle cartine, perché nessuno mai è riuscita a raggiungerla.

## Edizioni
- Henry De Vere Stacpoole, The Gates of Morning, Hutchinson, 1925,  p. 286.